# Antiche unità di misura del circondario di Forlì
Sono qui riportate le conversioni tra le antiche unità di misura in uso nel circondario di Forlì e il sistema metrico decimale, così come stabilite ufficialmente nel 1877.
Nonostante l'apparente precisione nelle tavole, in molti casi è necessario considerare che i campioni utilizzati (anche per le tavole di epoca napoleonica) erano di fattura approssimativa o discordanti tra loro.

## Misure di lunghezza
| Comuni                                          | Denominazione      | Valore   | Unità |
| ----------------------------------------------- | ------------------ | -------- | ----- |
| Forlì, Bertinoro, Fiumana, Predappio, Teodorano | Braccio da panno   | 0,621963 | m     |
| Forlì, Bertinoro, Fiumana, Predappio, Teodorano | Braccio da tela    | 0,737301 | m     |
| Forlì, Fiumana, Predappio                       | Piede              | 0,488206 | m     |
| Bertinoro, Teodorano                            | Piede              | 0,493500 | m     |
| Civitella di Romagna                            | Braccio mercantile | 0,627000 | m     |
| Civitella di Romagna                            | Braccio da tela    | 0,834000 | m     |
| Civitella di Romagna, Mortano, Valdoppio        | Piede              | 0,495250 | m     |
| Mortano                                         | Braccio            | 0,876000 | m     |
| Meldola e Forlimpopoli                          | Braccio da panno   | 0,730244 | m     |
| Meldola e Forlimpopoli                          | Braccio da seta    | 0,623857 | m     |
| Meldola e Forlimpopoli                          | Piede              | 0,536063 | m     |

Le braccia mercantili si dividono in 12 once.
I piedi fabbrili ed agrimensorii si dividono in 10 once.

## Misure di superficie
| Comuni                                   | Denominazione | Valore    | Unità |
| ---------------------------------------- | ------------- | --------- | ----- |
| Forlì, Fiumana, Predappio                | Tornatura     | 2383,4505 | m²    |
| Bertinoro, Teodorano                     | Tornatura     | 2435,4200 | m²    |
| Civitella di Romagna, Mortano, Valdoppio | Tornatura     | 2452,7300 | m²    |
| Meldola, Forlimpopoli                    | Tornatura     | 2873,6303 | m²    |

La tornatura si divide in 100 pertiche quadrate, la pertica in 100 piedi quadrati.

## Misure di volume
| Comuni                           | Denominazione | Valore  | Unità |
| -------------------------------- | ------------- | ------- | ----- |
| Forlì, Fiumana, Predappio        | Piede cubo    | 116,362 | L     |
| Bertinoro                        | Piede cubo    | 120,188 | L     |
| Civitella, Mortano, Valdoppio    | Piede cubo    | 121,471 | L     |
| Meldola, Teodorano, Forlimpopoli | Piede cubo    | 154,045 | L     |

Il piede cubo è di 1000 Once cube.

## Misure di capacità per gli aridi
| Comuni                                        | Denominazione | Valore   | Unità |
| --------------------------------------------- | ------------- | -------- | ----- |
| Forlì, Fiumana, Meldola, Predappio, Teodorano | Staio         | 72,1622  | L     |
| Bertinoro                                     | Staio         | 75,9975  | L     |
| Civitella di Romagna                          | Soma          | 108,1933 | L     |
| Forlimpopoli                                  | Staio         | 71,0150  | L     |
| Mortano                                       | Soma          | 99,6871  | L     |
| Valdoppio (borgata)                           | Soma          | 84,6730  | L     |

Lo staio di Forlì si divide in 2 mezzini, il mezzino in 2 quarti, il quarto in 4 provende, la provenda in 4 scodelle.
Due staia fanno un sacco.
Lo staio di Bertinoro ai divide in 4 quarterole, la quarterola in 2 bernarde, la bernarda in 10 scodelle.
Le soma di Civitella si divide in 3 mastelli, il mastello in 4 quarti, il quarto in 12 scodelle.
Lo staio di Forlimpopoli si divide in 2 mezzini, il mezzino in 2 quarti, il quarto in 28 scodelle.
La soma di Mortano si divide in 4 staia, lo staio in 4 quarti.
La soma di Valdeppio (borgata) si divide in 4 casselle.
Il municipio di Civitella di Romagna fece procedere nel 1864 ad esperimenti di confronto con mezzi ordinari e disse la soma da grano uguale a litri 104,73.

## Misure di capacità per i liquidi
| Comuni                           | Denominazione  | Valore   | Unità |
| -------------------------------- | -------------- | -------- | ----- |
| Forlì, Fiumana                   | Soma da vino   | 71,1277  | L     |
| Forlì, Fiumana                   | Libbra da olio | 0,359970 | L     |
| Bertinoro e Teodorano            | Barile da vino | 35,9575  | L     |
| Bertinoro e Teodorano            | Fiala da olio  | 1,976600 | L     |
| Civitella di Romagna             | Soma da vino   | 73,5763  | L     |
| Mortano                          | Soma da vino   | 67,6448  | L     |
| Civitella, Mortano, Valdoppio    | Libbra da olio | 0,395335 | L     |
| Forlimpopoli                     | Soma da vino   | 92,1276  | L     |
| Forlimpopoli                     | Libbra da olio | 0,370340 | L     |
| Meldola                          | Soma da vino   | 88,9096  | L     |
| Meldola                          | Libbra da olio | 0,361370 | L     |
| Cusercoli (borgata di Civitella) | Soma da vino   | 83,7333  | L     |

La soma da vino di Forlì si divide in 2 barili, il barile in 21 boccali, il boccale in 4 fogliette. 10 some fanno un baroccio, 2 barocci un carro.
Il barile di Bertinoro si divide in 20 bocoali, il boccale in 4 fogliette.
Due barili fanno una soma. Cinque some o dieci barili fanno un vizzolo.
La soma da vino di Civitella si divide in 2 barili, il barile in 20 boccali, il boccale in 4 fogliette, la foglietta in 8 quartucci.
La soma da vino di Mortano si divide in 38 boccali.
La soma da vino di Forlimpopoli si divide in 2 barili, il barile in 20 boccali.
La soma da vino di Meldola si divide in 2 barili, il barile in boccali 21 1/3, il boccale in 4 fogliette.
Le libbre da olio si dividono in metà, quarti, ottavi.
La soma da vino di Cusercoli si divide in 40 boccali.
Il municipio di Civitella di Romagna fece procedere nel 1864 con mezzi ordinari ad esperienze di confronto e disse la soma da vino uguale a litri 73,80.

## Pesi
| Comuni                                                       | Denominazione | Valore  | Unità |
| ------------------------------------------------------------ | ------------- | ------- | ----- |
| Forlì, Fiumana, Predappio                                    | Libbra        | 329,441 | g     |
| Bertinoro, Civitella di Romagna, Mortano (borgata Valdoppio) | Libbra        | 361,851 | g     |
| Forlimpopoli                                                 | Libbra        | 338,973 | g     |
| Meldola, Teodorano                                           | Libbra        | 330,765 | g     |

La libbra si divide in 12 once, l'oncia in 8 ottave.

## Territorio
Nel 1874 nel circondario di Forlì erano presenti 9 comuni divisi in 4 mandamenti.
- Bertinoro • Bertinoro, Forlimpopoli
- Civitella di Romagna • Civitella di Romagna, Mortano, Predappio
- Forlì • Forlì
- Meldola • Meldola, Fiumana, Teodorano